# Gruppo di Intervento Speciale
Die Gruppo di Intervento Speciale (GIS) ist eine Anti-Terror-Spezialeinheit der italienischen Carabinieri. Die Einheit hat ihren Sitz in Livorno in der Toskana. Sie kooperiert mit anderen europäischen Polizei-Spezialeinheiten im Rahmen des Atlas-Verbundes.

## Auftrag
Neben den Hauptaufgaben der Terrorismusbekämpfung und der Geiselbefreiung wird die GIS auch zum Schutz hochrangiger Regierungsmitglieder und bei der Bekämpfung der Organisierten Kriminalität eingesetzt. Auf Grund der vergleichsweise geringen Personalstärke führt die Spezialeinheit in der Regel nur sehr schwierige Operationen durch. Da die GIS im Rahmen der italienischen Armee auch im Ausland eingesetzt werden kann, ist sie in das Spezialkräftekommando COFS des italienischen Generalstabs eingebunden.
Weitere Aufgabengebiete können sein:
- Polizeiaufgaben im Innern
- Ausbildung von Spezialeinheiten anderer Streitkräfte
- Patrouillen in Einsatzländern mit hohem Risiko
- Aufruhrbekämpfung
- Militärpolizeiliche Aufgaben
- Sicherung und Überwachung von Objekten und Einsatzräumen
- Einsatz bei Schwelenkonflikten

## Organisation
Die Spezialeinheit verfügt neben Stabs-, Unterstützungs- und Ausbildungs-Teileinheiten über einen Aufklärungs- und Scharfschützenzug sowie über einen Sturmzug. Die Teams des Aufklärungszuges bestehen aus drei Mann (zwei Scharfschützen und ein Aufklärer), die Teams des Sturmzuges aus vier Mann (Teamführer, Sprengstoffspezialist, Kletterspezialist, Waffenspezialist).
Den Teams stehen Hubschrauber der Carabinieri und Transportflugzeuge der italienischen Luftwaffe (46ª Brigata Aerea) zur Verfügung.

## Rekrutierung und Ausbildung

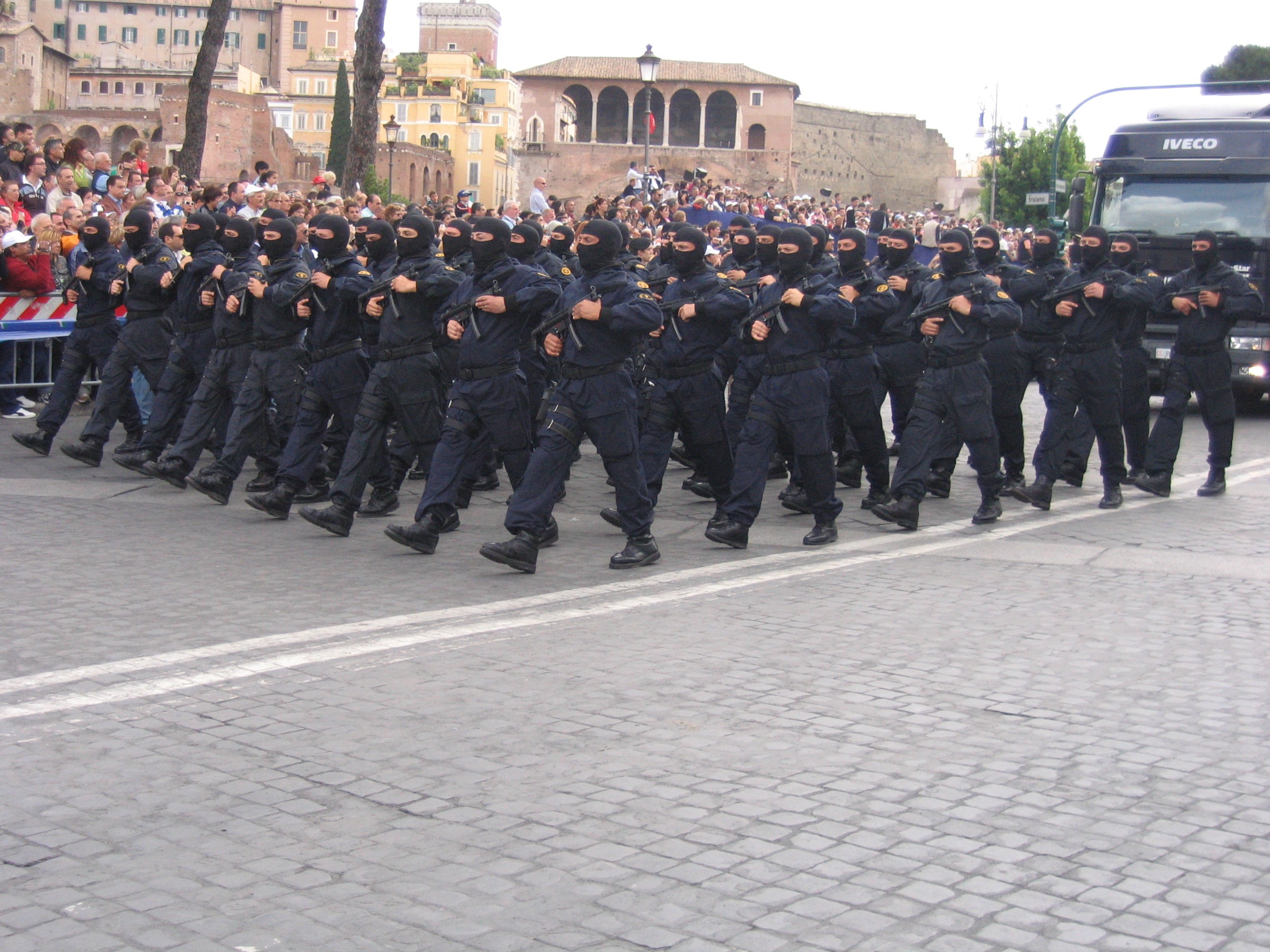
GIS-Angehörige bei einer Parade zum Festa della Repubblica in Rom

Der Nachwuchs der GIS stammt fast ausnahmslos vom 1. Carabinieri-Fallschirmjäger-Regiment Tuscania in Livorno. Bewerber müssen unter 30 Jahre alt sein und zwei bis vier Jahre bei diesem Elite-Regiment gedient haben. Am Anfang steht eine Auswahlphase, in der jeder Bewerber intensiv geprüft wird. Auf die 18-wöchige Grundausbildung folgt eine 24-wöchige Spezialausbildung. Unter anderem werden Kenntnisse im Umgang mit Sprengstoffen und jeder Art von Handfeuerwaffen vermittelt. Des Weiteren gibt es auch eine Ausbildung im Nahkampf. Wer diese Ausbildung erfolgreich absolviert, wird in ein aktives Team der Gruppo di Intervento Speciale übernommen.

## Ausrüstung

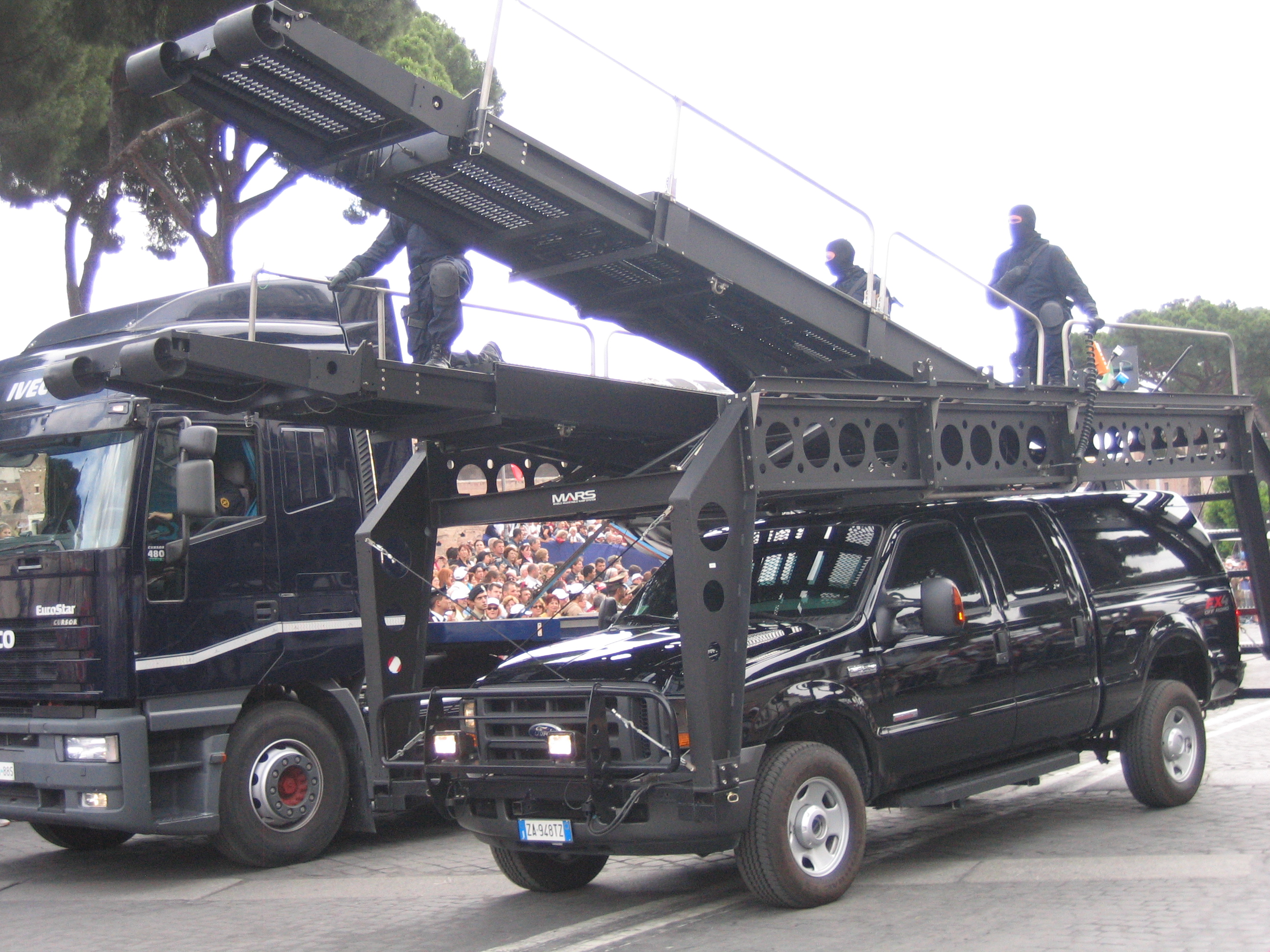
Sonderfahrzeug zum Erreichen von Verkehrsflugzeugen am Boden

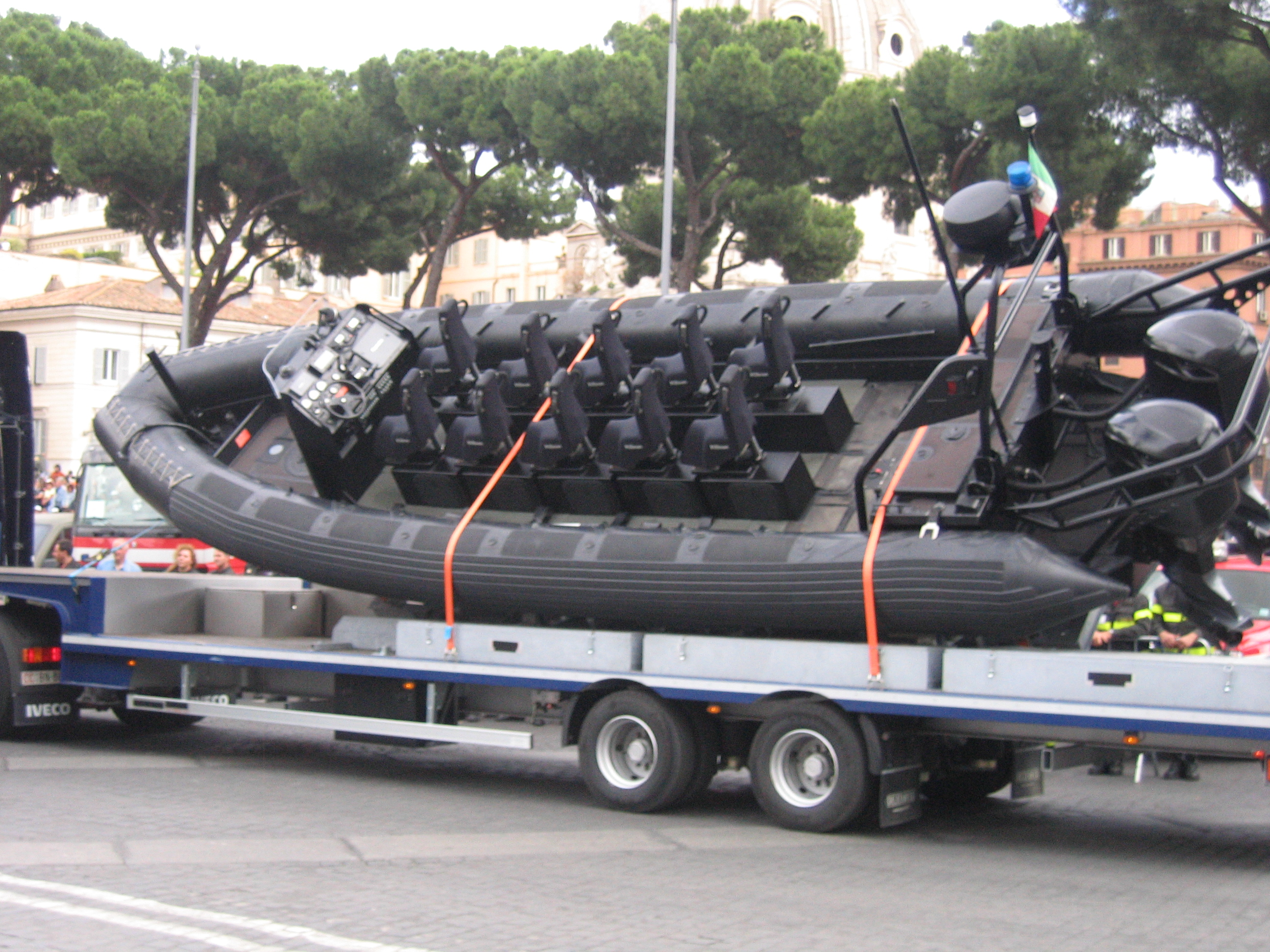
Feststoff-Schlauchboot Stingher

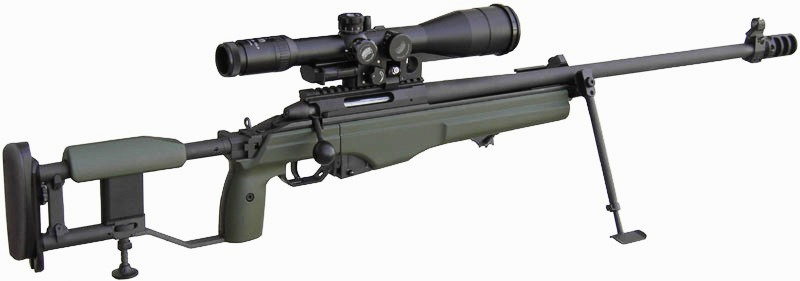
Sako TRG 42 (.338)

### Fuhrpark
Im Fuhrpark der GIS befinden sich Geländewagen verschiedener Bauart, darunter:
- Land Rover Defender
- VM-90 (verschiedene Ausführungen)

### Boote
- Festrumpfschlauchboote vom Typ Stingher

### Handfeuerwaffen
Folgende Handfeuerwaffen werden verwendet:
- Beretta 92FS
- Glock 17
- Glock 23
- HK MP7
- HK MP5 (A5, KA5, SD-3)
- HK 53
- HK G36 C
- STEYR AUG
- Benelli M3
- Benelli M4 Super 90
- HK PSG1
- Accuracy International AWP 308
- Accuracy International AWS
- Sako TRG 42 (.338)
- Repetier- und Selbstladeflinte SPAS 15 Mil
- FN Minimi
- Granatwerfer M203
- Granatwerfer MK1

### Uniform
Die Carabinieri der GIS haben neben einem graublauen Kampfanzug auch Flecktarnanzüge. Das Barett ist wie bei den Fallschirmjägern bordeauxrot. Die Angehörigen der luftbeweglichen Carabinieri-Sondereinheiten (Cacciatori) auf Sardinien, Sizilien und in Kalabrien haben in Abgrenzung zur GIS und zum Tuscania-Regiment etwas hellere, korallenrote Barette.

## Geschichte
Die GIS wurde am 6. Februar 1978 vom damaligen Innenminister Francesco Cossiga auf Grund einer Welle von Terroranschlägen extremistischer Gruppierungen aufgestellt. Neben der Terrorbekämpfung wurde die Einheit in den Regionen Sardinien, Sizilien, Kalabrien, Kampanien und Apulien bei der Bekämpfung der Organisierten Kriminalität eingesetzt.
Bei ihrem ersten großen Einsatz im Jahr 1980 schlug die GIS einen Aufstand im Hochsicherheitsgefängnis von Trani nieder.
Im Ausland kam die GIS bereits in folgenden Ländern zum Einsatz:
- 1982 bis 1984 im Libanon, ITALCON
- 1989 bis 1990 in Namibia, UNTAG
- 1991 in der Türkei und im Nordirak, „Provide Comfort“ (Airone 1&2)
- 1992 bis 1994 in Somalia, IBIS
- 1992 in Kambodscha, UNTAC
- 1993 in Somalia, UNOSOM
- 1994 in Israel, TIPH 1
- 1996 bis 2003 in Bosnien, IFOR/SFOR
- 1996 in Palästina, TIPH 2
- 1997 in Albanien, „Alba“
- 1999 bis 2000 im Kosovo, Multinational Specialized Unit (MSU)
- 2003 bis 2004 im Irak, „Antica Babilonia“
- 2002 und 2008 in Afghanistan

## Ähnliche Einheiten
Die italienische Polizia di Stato (Staatspolizei) unterhält ein ähnliches Spezialeinsatzkommando, den Nucleo Operativo Centrale di Sicurezza (NOCS).